# Бондс, Эллиот
Эллиот Майкл Бондс (англ. Elliot Michael Bonds; род. 23 марта 2000, Брент, Лондон, Англия) — гайанский футболист английского происхождения, центральный полузащитник английского клуба «Челтнем Таун» и национальной сборной Гайаны.

## Клубная карьера

### Ранние годы
Уроженец района Кенсал-Грин, Лондон, Эллиот Бондс учился в школе Оукингтон-Мэнор в Уэмбли. Представлял Мидлсекс и Футбольную федерацию школ Брента на различных соревнованиях. Там был замечен скаутом клуба «Рединг» Имонном Доланом. Кроме «Рединга», занимался в академии «Брентфорда». Летом 2016 году стал игроком футбольной академии клуба «Дагенем энд Редбридж». В составе молодёжной команды клуба вышел в четвёртый раунд Молодёжного кубка Англии 2017/18.

### «Дагенем энд Редбридж»
Зимой 2018 года, после успехов в Молодёжном кубке, был переведён в состав первой команды. За клуб дебютировал 17 февраля в гостевом матче Национальной лиги с «Торки Юнайтед», заменив на 94-й добавленной минуте оформившего дубль Фейжири Окенабири. Выйдя на поле в возрасте 17 лет, 10 месяцев и 25 дней, Бондс стал самым молодым игроком «Дагенем энд Редбридж» в истории.
Впервые в стартовом составе «кинжалов» вышел 19 апреля в гостевом матче с «Гайзли», проведя на поле все 90 минут. Всего в том сезоне провёл пять матчей за первую команду, официально считаясь игроком молодёжной команды. Поэтому в июне 2018 года Бондс подписал первый свой профессиональный контракт с «Дагенем энд Редбридж», рассчитанный на два года до конца 2020 года.

#### Аренда в «Фарнборо»
В конце 2018 года был отправлен в аренду в клуб Южной футбольной лиги «Фарнборо». Всего за «жёлтых» провёл 18 матчей в чемпионате, забив 1 гол.

### «Халл Сити»
20 августа 2019 года, за год до окончания контракта с «Дагенем энд Редбридж», подписал однолетний контракт с клубом Чемпионшипа «Халл Сити» с опцией продления ещё на год. За клуб так и не дебютировал, проведя сезон 2019/20 в составе команды до 23 лет.

### «Челтнем Таун»
20 августа 2020 года присоединился к клубу Лиги 2 «Челтнем Таун» на правах аренды до конца сезона. За клуб дебютировал 8 сентября в гостевом матче Трофея Английской футбольной лиги с «Ньюпорт Каунти», выйдя в стартовом составе и уйдя на замену на 64-й минуте. В лиге дебютировал 19 сентября в гостевом матче с «Транмир Роверс», заменив на 65-й минуте Финна Азаза. 20 октября в домашнем матче с «Сканторп Юнайтед», выйдя в стартовом составе, на 39-й минуте получил разрыв передней крестообразной связки. Проведя за клуб всего 8 матчей, 24 октября Бондс вернулся из аренды в Кингстон-апон-Халл.
29 июня 2021 года подписал с «Челтнем Таун», вышедшим в Лигу 1, двухлетний контракт на правах свободного агента. В чемпионате дебютировал 26 декабря в домашнем матче с «Плимут Аргайл», выйдя в стартовом составе и уступив место на поле Кайлу Джозефу на 54-й минуте. 8 февраля 2022 года в домашнем матче с «Сандерлендом» левой ногой забил первый гол за клуб, сравняв счёт (матч закончился со счётом 2:1). 12 февраля в домашнем матче с «Флитвуд Таун» отдал первую голевую передачу за клуб на Элфи Мэя, забившего первый гол в матче (матч закончился со счётом 2:0). В июле продлил контракт с клубом до 2025 года. 14 февраля 2024 года в домашнем матче против «Блэкпула» оформил первый в карьере дубль.

#### Аренда в «Киддерминстер Харриерс»
20 октября 2021 года присоединился к клубу Северной Национальной лиги «Киддерминстер Харриерс» на правах аренды до декабря. За клуб дебютировал 23 октября в домашнем матче с «Брэдфорд Парк Авеню», заменив на 74-й минуте Марка Кэррингтона. 3 декабря 2021 года аренда была продлена до января 2022 года.

## Карьера в сборной
Первый вызов в национальную сборную получил в ноябре 2018 года на матч отборочного турнира к Лиге наций КОНКАКАФ 2019/20 с Французской Гвианой. Дебютировал за сборную 20 ноября в этом матче, выйдя в стартовом составе и проведя на поле весь матч. 23 марта 2019 года в матче отбора к Лиге наций с Белизом заработал пенальти, приведший к первому голу (матч закончился со счётом 2:1). 29 марта 2023 года на игру Лиги наций со сборной Монтсеррата впервые вышел с капитанской повязкой.

## Статистика

### Клубная
| Клуб                            | Сезон            | Лига | Лига | Кубки | Кубки | Прочие | Прочие | Итого | Итого |
| Клуб                            | Сезон            | Игры | Голы | Игры  | Голы  | Игры   | Голы   | Игры  | Голы  |
| ------------------------------- | ---------------- | ---- | ---- | ----- | ----- | ------ | ------ | ----- | ----- |
| Дагенем энд Редбридж            | 2017/18          | 5    | 0    | 0     | 0     | 0      | 0      | 5     | 0     |
| Дагенем энд Редбридж            | 2018/19          | 1    | 0    | 0     | 0     | 0      | 0      | 1     | 0     |
| Дагенем энд Редбридж            | Итого            | 6    | 0    | 0     | 0     | 0      | 0      | 6     | 0     |
| Фарнборо (аренда)               | 2018/19          | 18   | 1    | 0     | 0     | 0      | 0      | 18    | 1     |
| Фарнборо (аренда)               | Итого            | 18   | 1    | 0     | 0     | 0      | 0      | 18    | 1     |
| Халл Сити                       | 2019/20          | 0    | 0    | 0     | 0     | 0      | 0      | 0     | 0     |
| Халл Сити                       | 2020/21          | 0    | 0    | 0     | 0     | 0      | 0      | 0     | 0     |
| Халл Сити                       | Итого            | 0    | 0    | 0     | 0     | 0      | 0      | 0     | 0     |
| Челтнем Таун (аренда)           | 2020/21          | 5    | 0    | 1     | 0     | 2      | 0      | 8     | 0     |
| Челтнем Таун                    | 2021/22          | 23   | 1    | 1     | 0     | 2      | 0      | 26    | 1     |
| Челтнем Таун                    | 2022/23          | 37   | 2    | 1     | 0     | 4      | 0      | 42    | 2     |
| Челтнем Таун                    | 2023/24          | 31   | 2    | 0     | 0     | 0      | 0      | 31    | 2     |
| Челтнем Таун                    | Итого            | 96   | 5    | 3     | 0     | 8      | 0      | 107   | 5     |
| Киддерминстер Харриерс (аренда) | 2021/22          | 7    | 0    | 2     | 0     | 0      | 0      | 9     | 0     |
| Киддерминстер Харриерс (аренда) | Итого            | 7    | 0    | 2     | 0     | 0      | 0      | 9     | 0     |
| Всего за карьеру                | Всего за карьеру | 127  | 6    | 5     | 0     | 8      | 0      | 142   | 6     |

### В сборной
| Национальная сборная | Год              | Матчи | Голы |
| -------------------- | ---------------- | ----- | ---- |
| Гайана               | 2018             | 1     | 0    |
| Гайана               | 2019             | 6     | 0    |
| Гайана               | 2020             | —     | —    |
| Гайана               | 2021             | —     | —    |
| Гайана               | 2022             | —     | —    |
| Гайана               | 2023             | 8     | 0    |
| Всего за карьеру     | Всего за карьеру | 15    | 0    |

## Внешние ссылки
- Профиль игрока (англ.) на сайте Transfermarkt
- Профиль игрока на сайте Soccerway
- Профиль игрока на сайте «Эйлсбери Юнайтед»
- Профиль игрока на сайте 11v11
- Профиль игрока на сайте National Football Teams
- Профиль игрока на сайте Soccerbase
- Профиль игрока на сайте FBref
- Профиль игрока на сайте Mondefootball
- Профиль игрока на сайте soccerpunter
- Профиль игрока на сайте footballdatabase
- Профиль игрока на сайте soccer365
- Профиль игрока на сайте PlaymakersStats.com
- Профиль игрока на сайте worldfootball